# Хауге, Терье
Те́рье Ха́уге (норв. Terje Hauge; род. 5 октября 1965, Берген) — норвежский футбольный судья.
Провёл более 300 матчей в чемпионате Норвегии. С 1993 года является судьёй ФИФА. 12 октября 1994 года впервые отсудил международный матч Шотландия — Фарерские острова. Один из самых возрастных в Европе судей международной категории. Судил матчи чемпионата Европы 2000, чемпионата мира 2002, чемпионата Европы 2004 и лиги чемпионов, был главным судьёй Суперкубка УЕФА в 2004 году и финала Лиги чемпионов в 2006 году. Дважды признавался лучшим судьёй Норвегии (в 2004 и 2007 годах).

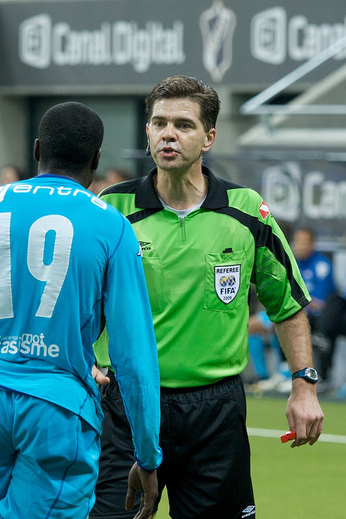
Хауге в 2009 году

Иностранные языки: английский.

## Статистика
- Чемпионат мира 2002: 1 игра — 2 жёлтые карточки
- Чемпионат Европы 2004: 2 игры — 9 жёлтых и 1 красная карточка
- Квалификация чемпионата мира: 9 игр — 27 жёлтых, 2 красно-жёлтых и 1 красная карточка
- Квалификация чемпионата Европы: 8 игр — 31 жёлтая и 1 красная карточка
- Лига чемпионов: 34 игры — 118 жёлтых карточек, 2 красно-жёлтых и 2 красных карточки
- Кубок УЕФА: 1 игра — 4 жёлтых карточки
- Суперкубок УЕФА: 1 игра — 6 жёлтых карточек

## Скандальные удаления

### Лига чемпионов УЕФА
В сезоне Лиги чемпионов УЕФА 2005/2006 в матче «Челси» — «Барселона» Хауге удалил с поля защитника лондонцев Асьера Дель Орно за нарушение правил на Лионеля Месси, и «Челси» проиграл 1:2. После матча фанаты «Челси» стали угрожать в адрес Хауге расправой, но тот отказался признавать факт ошибки. 17 мая 2006 года он в финале между «Арсеналом» и «Барселоной» показал красную карточку Йенсу Леманну, и тот стал первым игроком (и первым вратарём), удалённым в финале Лиги чемпионов.

### Матчи сборной России
Хауге судил 4 игры с участием сборной России, где показал 4 красные карточки, причём все — российским игрокам, за что заслужил в среде российских болельщиков дурную славу.
- 27 марта 1999 года, чемпионат Европы по футболу 2000 (отборочный турнир). Армения 0:3 Россия.
- 16 июня 2004 года, чемпионат Европы по футболу 2004. Португалия 2:0 Россия. Удалил на 45-й минуте Сергея Овчинникова за игру рукой вне пределов штрафной площади, однако видеоповтор показал, что игры рукой не было.
- 21 ноября 2007 года, чемпионат Европы по футболу 2008 (отборочный турнир). Андорра 0:1 Россия. На 84-й минуте удалил Андрея Аршавина за фол против Ильдефонса Лимы.
- 18 ноября 2009 года, чемпионат мира по футболу 2010 (отборочный турнир, УЕФА). Словения 1:0 Россия. Удалил на 66-й минуте Александра Кержакова якобы за нападение на Самира Хандановича, а на 2-й добавленной минуте второго тайма — Юрия Жиркова за драку с подающим мячи.